# Manuel António (Leichtathlet)
Manuel António (* 3. November 1988 in Luanda) ist ein  angolanischer Leichtathlet, der auf den Mittelstreckenlauf spezialisiert ist.

## Werdegang
António verbesserte Anfang Juni 2012 seine persönliche Bestzeit über 800 Meter auf 1:50:45 Minuten. Zwei Monate später ging er bei den Olympischen Spielen in London über diese Distanz an den Start und schied als Siebter seines Vorlaufs aus.
Bei den Weltmeisterschaften 2013 in Moskau war er einziger Sportler aus seinem Land. Über 800 Meter verfehlte er als Siebter seines Vorlaufs die Qualifikation für das Halbfinale.